# Alangium brachyanthum
Alangium brachyanthum là một loài thực vật có hoa trong họ Cornaceae. Loài này được Merr. miêu tả khoa học đầu tiên năm 1912.